# Vilalba Sasserra
Vilalba Sasserra – gmina w Hiszpanii, w prowincji Barcelona, w Katalonii, o powierzchni 5,91 km². W 2011 roku gmina liczyła 703 mieszkańców.